# 硬地滾球
硬地滾球（Bocce、Bocci）是一種結合了草地滾球和室內短墊滾球（Short mat bowls）而成的球類運動，並演變為地板滾球適合較嚴重的肢體殘疾人士參加；另外這項運動亦適合年紀較大的小朋友和長者參與以訓練手部的活動能力。

## 基本規則
1. 把藍色或紅色的球投向稱為目標球的白色球旁邊
2. 投目標球時不可出界，否則會把投擲權給予對方
3. 若未能把藍球或紅球投向白球旁邊，裁判會向發球的一方舉起藍色或紅色指示牌，提示他們要再擲直至成功為止
4. 不可把球投出界外，否則再擲及失分
5. 靠近白色球的藍色球或紅色球的一方便可得分，接近的球愈多分數愈高；最高分者為勝方

## 著名選手

### 香港
- 梁美儀
- 郭海瑩
- 黃錦龍
- 劉慧茵
- 梁育榮
- 楊曉林
- 何宛淇

### 馬來西亞
- 周偉倫

## 外部連結
- 香港殘疾人奧委會暨傷殘人士體育協會 （页面存档备份，存于）